# Пермская губерния
Пе́рмская губе́рния — административная единица Российской империи, РСФСР и СССР в 1796—1923 годах с центром в городе Перми. До 1919 года располагалась по обоим склонам Уральских гор.

## География
До 1919 года губерния располагалась в европейской и азиатской частях России — по обе стороны Уральских гор и граничила на севере с Вологодской, на востоке с Тобольской, на юге с Оренбургской и Уфимской, на западе с Вятской губерниями.
Территория губернии составляла 332 000 км2, из них около 151 000 км2 находилось в азиатской части. Территория лежала в бассейнах рек Тобол (азиатская часть), Кама и Печора (европейская часть). Наибольшую часть губернии занимал бассейн реки Камы, среди притоков которой важное торговое значение имели Чусовая, Сылва и Колва.

## История
29 мая 1719 года при разделении Сибирской губернии на три провинции были образованы: Вятская, Соликамская и Тобольская провинции.
В состав Вятской провинции вошли города Хлынов (Вятка), Кай и Кунгур, провинция включала 7 дистриктов: Хлыновский, Слободской, Котельничский, Орловский, Шестаковский, Кайгородский и Кунгурский.
В состав Соликамской провинции вошли города Соль Камская (Соликамск), Пермь Великая (Чердынь), провинция включала 2 дистрикта: Соликамский и Чердынский. В 1724 году к Соликамской провинции был отнесён Кунгурский дистрикт.
29 апреля 1727 года Вятская и Соликамская провинции перешли к Казанской губернии.
13 августа 1737 года Пермский провинциальный воевода был переведён из Соликамска в Кунгур, где в связи с этим было организовано Провинциальное правление. Провинция стала именоваться Кунгурской, а затем — согласно описанию губерний и их провинций за 1766 год — Пермской.
16 ноября 1780 года императрица Екатерина II подписала указ, в котором говорилось:

Уважая выгодность положения Егошихинского завода и способность места сего для учреждения в нём губернского города мы повелели нашему действительному тайному советнику генерал-прокурору князю Вяземскому согласиться с владельцами того завода об уступке оного в казну, коя весьма немалый на нём долг имеет. И как от некоторых в том заводе участников объявлено уже полное на то согласие, то мы через сие предписываем вам город губернский для Пермского наместничества назначить в сем месте, наименовав оный город Перм…
27 января 1781 года высочайше повелено в октябре этого же года открыть в городе Пермское наместничество в составе 16 уездов (две области — Пермская и Екатеринбургская): Пермский, Кунгурский, Соликамский, Чердынский, Обвинский, Оханский, Осинский, Красноуфимский, Екатеринбургский, Челябинский, Шадринский, Далматовский, Камышловский, Ирбитский, Верхотурский и Алапаевский, «вследствие чего в тех местах, в коих назначены уезды, учредить города».
К бывшей Пермской провинции были присоединены западные районы Сибирской губернии и некоторые районы Оренбургской губернии. Первым генерал-губернатором Пермского и Тобольского наместничеств был назначен генерал-поручик Евгений Петрович Кашкин. Открытие губернского города Перми и Пермского наместничества состоялось 18 октября 1781 года.

### Пермская губерния в Российской империи
В соответствии с указом императора Павла I от 12 декабря 1796 года «О новом разделении государства на губернии» Пермское и Тобольское генерал-губернаторство было разделено на Пермскую и Тобольскую губернии. При этом было сокращено число уездов — Обвинск, Алапаевск и Далматов лишились статуса уездных городов — и устранено прежнее деление наместничества на Пермскую и Екатеринбургскую области.
Пермским губернатором был назначен Карл Фёдорович Модерах — известный инженер, ранее руководивший строительством каналов в Санкт-Петербурге. Среди его многочисленных достижений особо отмечается вклад в строительство дорог в губернии и планировку улиц Перми.
В 1799 году в границах Пермской губернии была образована Пермская епархия, согласно Указу российского императора Павла I «О приведении епархиальных границ сообразно границам губерний и об учреждении новых епархий».
21 сентября 1804 года, для координации отношений между министерствами, горными начальниками и губернаторами на территории Пермской и Вятской губерний, по предложению Министерства финансов введена должность Пермского и Вятского генерал-губернатора, на которую был назначен Модерах. 22 марта 1811 года, по собственному прошению, он был уволен со службы с производством в сенаторы.
В 1838 начали издаваться «Пермские губернские ведомости».
В 1870 году в губернии учреждено земство.
Пермская губерния была в числе 17 регионов, признанных серьёзно пострадавшими, во время голода 1891—1892 годов.

### Пермская губерния в РСФСР
В июне — июле 1918 на территории губернии были убиты многие члены династии Романовых, в том числе бывший император Николай II с семьёй, великие князья Михаил Александрович и Сергей Михайлович, великая княгиня Елизавета Фёдоровна.
15 июля 1919 года из состава Пермской губернии была выделена Екатеринбургская губерния в составе шести уездов, располагавшихся в её восточной части, за Уралом.
Постановлением ВЦИК от 5 января 1921 года в состав Пермской губернии был включён Сарапульский уезд Вятской губернии.
3 ноября 1923 года Пермская губерния была упразднена, а её территория включена в состав Уральской области с центром в Екатеринбурге.

## Административное деление
В 1797—1918 годах губерния делилась на две области. В западной (европейской) части губернии находилась Пермская область из 7 уездов: Пермский, Красноуфимский, Кунгурский, Осинский, Оханский, Соликамский и Чердынский; в восточной (азиатской) части — Екатеринбургская область из 5 уездов: Верхотурский, Екатеринбургский, Ирбитский, Камышловский и Шадринский. 12 уездов включали в себя 106 участков земских начальников, 41 стан, 484 волости, 3180 сельских обществ, 12 760 селений, 430 000 крестьянских дворов.
| №  | Уезд             | Уездный город              | Герб уездного города | Площадь, км2 | Население (1896—1897), чел. |
| -- | ---------------- | -------------------------- | -------------------- | ------------ | --------------------------- |
| 1  | Верхотурский     | Верхотурье (3179 чел.)     |                      | 60 117       | 208 237                     |
| 2  | Екатеринбургский | Екатеринбург (43 239 чел.) |                      | 28 291       | 347 133                     |
| 3  | Ирбитский        | Ирбит (20 062 чел.)        |                      | 10 119       | 147 786                     |
| 4  | Камышловский     | Камышлов (8210 чел.)       |                      | 15 411       | 248 860                     |
| 5  | Красноуфимский   | Красноуфимск (6251 чел.)   |                      | 24 485       | 244 310                     |
| 6  | Кунгурский       | Кунгур (14 295 чел.)       |                      | 11 373       | 126 258                     |
| 7  | Осинский         | Оса (5067 чел.)            |                      | 19 246       | 284 547                     |
| 8  | Оханский         | Оханск (1894 чел.)         |                      | 14 280       | 276 986                     |
| 9  | Пермский         | Пермь (45 205 чел.)        |                      | 27 271       | 240 428                     |
| 10 | Соликамский      | Соликамск (4073 чел.)      |                      | 29 334       | 237 268                     |
| 11 | Чердынский       | Чердынь (3658 чел.)        |                      | 70 790       | 101 265                     |
| 12 | Шадринский       | Шадринск (11 678 чел.)     |                      | 18 036       | 319 286                     |

| № | Город     | Население (1897) | Входит в          | Герб |
| - | --------- | ---------------- | ----------------- | ---- |
| 1 | Алапаевск | 8646 чел.        | Верхотурский уезд |      |
| 2 | Далматов  | 4191 чел.        | Шадринский уезд   |      |
| 3 | Дедюхин   | 3318 чел.        | Соликамский уезд  |      |

| Город   | Население (1897) | Входил в         | Герб |
| ------- | ---------------- | ---------------- | ---- |
| Обвинск | 5887 чел.        | Соликамский уезд |      |

| № | Уезд         | Уездный город | Герб уездного города | Площадь, км2 | Число волостей |
| - | ------------ | ------------- | -------------------- | ------------ | -------------- |
| 1 | Кунгурский   | Кунгур        |                      | 11 373       | 35             |
| 2 | Осинский     | Оса           |                      | 19 246       | 39             |
| 3 | Оханский     | Оханск        |                      | 14 280       | 46             |
| 4 | Пермский     | Пермь         |                      | 27 271       | 48             |
| 5 | Сарапульский | Сарапул       |                      | 13 108       | 24             |
| 6 | Усольский    | Усолье        |                      | 29 334       | 55             |
| 7 | Чердынский   | Чердынь       |                      | 70 790       | 26             |

## Население
Население губернии в начале XIX века составляло 940 200 человек.
На 1896 год в губернии насчитывалось 2 968 472 жителей (1 433 231 мужчин и 1 535 211 женщин): дворян 5875, духовного звания 11 415, почётных граждан и купцов 4675, мещан 92 817, военного сословия 190 270, крестьян 2 662 334, прочих сословий 1086. По вероисповеданию: православных — 2 640 418, старообрядцев — 172 340, католиков — 2155, протестантов — 1034, иудеев — 1876, мусульман — 133 480, язычников — 16 152, других исповеданий — 1017.

### Результаты переписи 1897 года
По данным переписи 1897 года в Пермской губернии было 2 994 302 жителей, из них мужчин — 1 440 124 (48,1 %), женщин — 1 554 178 (51,9 %). По абсолютному числу жителей Пермская губерния занимала четвёртое место в России (после Киевской, Подольской и Вятской), а по плотности населения — одно из последних в Европейской России (10,4 жит. на 1 кв. версту); реже её были населены только Оренбургская (9,7), Астраханская (4,8), Вологодская (3,9), Олонецкая (3,3) и Архангельская (0,5) губернии. Городское население составляло 179 339 человек (6,0 %). Крупнейшими городами были: Пермь — 45 205 чел., Екатеринбург — 43 239, Ирбит — 20 062.
| Уезд             | русский | коми-пермяцкий | башкирский | татарский | марийский | мещеряцкий и тептярский | удмуртский | коми  |
| ---------------- | ------- | -------------- | ---------- | --------- | --------- | ----------------------- | ---------- | ----- |
| Губерния в целом | 90,3 %  | 3,1 %          | 2,9 %      | 1,6 %     | …         | …                       | …          | …     |
| Верхотурский     | 96,8 %  | …              | …          | …         | …         | …                       | …          | …     |
| Екатеринбургский | 96,6 %  | …              | 2,1 %      | …         | …         | …                       | …          | …     |
| Ирбитский        | 98,1 %  | …              | …          | 1,0 %     | …         | …                       | …          | …     |
| Камышловский     | 99,7 %  | …              | …          | …         | …         | …                       | …          | …     |
| Красноуфимский   | 77,9 %  | …              | 8,4 %      | 5,7 %     | 5,9 %     | 1,6 %                   | …          | …     |
| Кунгурский       | 96,6 %  | …              | …          | 2,0 %     | …         | …                       | …          | …     |
| Осинский         | 82,7 %  | …              | 10,7 %     | 4,3 %     | …         | …                       | 1,8 %      | …     |
| Оханский         | 99,7 %  | …              | …          | …         | …         | …                       | …          | …     |
| Пермский         | 94,9 %  | …              | 1,3 %      | 2,6 %     | …         | …                       | …          | …     |
| Соликамский      | 70,5 %  | 28,4 %         | …          | …         | …         | …                       | …          | …     |
| Чердынский       | 73,1 %  | 25,4 %         | …          | …         | …         | …                       | …          | 1,1 % |
| Шадринский       | 89,0 %  | …              | 4,9 %      | …         | …         | 5,6 %                   | …          | …     |

Основная масса населения была православной; старообрядцев — 218 396 (7,29 %), мусульман (башкиры, татары, мишари и тептяри) — 151 495 (5,06 %).

## Экономика

### Промышленность
Пермская губерния являлась одним из главных (до последней трети XIX в. — главным) центров горнодобывающей, металлургической и металлообрабатывающей промышленности Российской империи. В середине XIX в. на территории губернии располагалось 4 казённых и 18 частных горнозаводских округов, крупнейшими промышленными центрами являлись Екатеринбург и Мотовилихинский Завод в пригороде Перми (ныне Мотовилихинский район Перми). В начале XX в. в губернии действовало 9 казённых, 69 частных и посессионных заводов, около 300 рудников, 13 солеваренных заводов, 14 угольных шахт, золотые, платиновые, серебряные прииски. На рубеже XIX и XX веков возникли акционерные общества (11 в металлургии, 12 золотоплатиновых), в том числе с участием французского, бельгийского и британского капитала. В 1910-х годах в губернии было свыше 260 тысяч рабочих, 80 % предприятий имели более 500 рабочих.
Горнозаводские предприятия (добыча и производство меди, железа, стали и чугуна, добыча золота, платины, каменного угля и соли) занимали среднюю полосу губернии по территории Уральского хребта и охватывали уезды Пермский, Соликамский и Чердынский на западной стороне хребта и Верхотурский, Екатеринбургский, Красноуфимский и часть Камышловского и Ирбитского на восточной стороне. К началу XX века значительное развитие получило изготовление несложных земледельческих машин и орудий, поставлявшихся и за пределы губернии.

### Сельское хозяйство и промыслы
Зерновые культуры (рожь, овёс, ячмень) высевались почти на всей территории губернии, но с разным успехом. Основными производителями были южные уезды — Шадринский, Камышловский, Красноуфимский и Осинский. В южных районах в значительном количестве выращивали пшеницу, пшено и гречиху, а также лён для производства семян. В Оханском, Кунгурском, Пермском и Ирбитском уездах урожаи были средними, а в Чердынском, Верхотурском, Соликамском уездах и в большей части Екатеринбургского уезда производимого хлеба не хватало даже для сельского населения. Повсеместным было занятие огородничеством, но не садоводством — разводили только плодовые кустарники (крыжовник, малину и пр.). Пчеловодством занимались в Красноуфимском, Осинском, Оханском и Кунгурском уездах.
Животноводство было особенно развито в Шадринском уезде среди башкир. Разводили преимущественно лошадей. Рогатый скот содержался в основном для местных нужд. В Чердынском и Верхотурском уездах манси занимались оленеводством.
Для сельских жителей Соликамского, Чердынского и отчасти Верхотурского уездов подсобными промыслами были охота, заготовка и сплав леса, судостроение и выжег угля для горных заводов. Из-за недостатка искусственных путей сообщения повсеместно сохранял значение извозный промысел. Земство обращало внимание на развитие обработки молочных продуктов (маслоделие), ручного ткачества и пчеловодства. По инициативе земства в 1896 году в губернию были командированы инструкторы для ознакомления жителей с рациональными приёмами маслоделия и ткачества. Содействие развитию кустарных промыслов оказывал Кустарно-промышленный банк Пермского губернского земства.

### Торговля, банки, транспорт
Из губернии вывозилась в основном продукция горнозаводской промышленности. Старые торговые центры (Чердынь, Соликамск, Красноуфимск, Верхотурье) уступили место новым — Пермь, Кунгур, Екатеринбург, Шадринск и др. На ярмарках торговали изделиями из металла, мануфактурой, галантереей, бакалеей и т. п. Наиболее крупными ярмарками в губернии были Ирбитская и Крестовско-Ивановская (в Шадринском уезде), занимавшие второе и третье места по своему значению и торговым оборотам после Нижегородской ярмарки.
Городские общественные банки существовали в Перми, Екатеринбурге, Соликамске, Кунгуре, Верхотурье, Камышлове, Ирбите и Шадринске. Кроме того, в Перми были отделения Государственного и Волжско-Камского коммерческого банков, в Екатеринбурге — контора Государственного банка, отделение Волжско-Камского банка, Сибирский торговый банк, в Ирбите во время ярмарки — отделения Государственного, Волжско-Камского и Сибирского банков, в Шадринске во время Крестовско-Ивановской ярмарки — отделения Государственного и Волжско-Камского банков.
В торговой деятельности значительную роль играл водный транспорт — судоходство по рекам Каме, Вишере, Колве, Печоре, Чусовой, Сосьве, Сылве, Волоснице. В 1846 году было создано Пермское пароходное общество. В 1848 году началось регулярное движение буксирных пароходов по Каме, открылось регулярное пассажирское сообщение Пермь — Нижний Новгород (1859), Пермь — Чердынь (1860), Пермь — Новое Усолье (1863). Наиболее значимые сухопутные пути — Казанский и Сибирский тракты. Были проложены железные дороги: Уральская и Пермь-Котласская. Через Челябинск губерния была связана с Великой Сибирской железной дорогой.

## Здравоохранение
Значительный вклад в развитие медицины в Пермской губернии сделал Фёдор Христофорович Граль, известный врач-филантроп. В 1797 году он был назначен первым губернским врачом. Доктор Граль активно развивал прививание от оспы в губернии, внёс значительный вклад в борьбу с эпидемией холеры в 1829—1831 годах.
В первой половине XIX века, когда больницы и госпитали входили в инфраструктуру заводских городов, Пермская губерния была ведущим регионом в России, в котором развивалась заводская медицина. После отмены крепостного права многие из заводских больниц перешли от их владельцев — уральских дворянских родов — к местным земствам. Это способствовало распространению здравоохранения на более широкие слои населения, ранее почти не обслуживавшиеся медиками: крестьяне, женщины, дети. В 1896 году в губернии было 172 лечебных учреждения — больницы, родовспомогательные заведения и приёмные покои, в том числе земских 61 и заводских 67. В 1897 году на земле губернского земства была построена бактериологическая станция и при ней конюшня с целью получения сыворотки для прививок, а также дом для животных, используемых для научных экспериментов.

## Образование
В 1784 году в Перми появилось первое общеобразовательное городское учебное заведение: «Российская градская пермская школа», в которой был всего один учитель. В школе был один класс — 29 учеников, преимущественно дети военных чинов, канцелярских служащих, мастеровых и заводских работников. Более половины учеников бедных родителей содержались Приказом общественного призрения, получая одежду, обувь и деньги на питание. В школе обучали чтению, письму, арифметике, рисованию и катехизису. В соответствии с утверждённым по указу Екатерины II единым государственным школьным уставом, 22 сентября 1786 года школа была преобразована в Главное народное училище. Здесь преподавали: русскую грамматику, арифметику, историю, географию, рисование, чистописание, Закон Божий, геометрию, механику, физику, естествознание, архитектуру, латинский и немецкий языки.
24 ноября 1789 года были открыты малые народные училища в Екатеринбурге, Ирбите, Шадринске, Верхотурье, Кунгуре, Соликамске и Чердыни.
11 ноября 1800 года в Перми была открыта Духовная семинария.
В соответствии с уставом от 5 ноября 1804 года народное училище в Перми было переименовано в Пермскую мужскую гимназию, её открытие состоялось 29 июня 1808 года, а её первым директором стал Никита Саввич Попов, известный тем, что составил труд «Хозяйственное описание Пермской губернии» — первый подобный труд в Российской империи.
В 1896 году в губернии в ведении дирекции народных училищ числилось 827 училищ (городские, уездные, инородческие, начальные и частные), в духовном ведомстве было 782 школы. Большинство народных училищ, находившихся в ведении земств, имело собственные помещения, построенные или приобретённые сельскими обществами. Кроме того, было 13 средних учебных заведений, плюс к тому специальные: три горных, одно промышленное (с низшей сельскохозяйственной школой), одно техническое и одно железнодорожное. Для детей из отдалённых селений земства содержали при некоторых училищах общежития. Беднейшим ученикам бесплатно выдавались учебники и учебные принадлежности.
К 1913 году количество учебных заведений в губернии достигло 30 018. В 1916 году в Перми было открыто отделение Петроградского университета, которое в 1917 году было преобразовано в самостоятельный Пермский университет. Существенную вклад в основание университета сделал известный пермский предприниматель и меценат Н. В. Мешков. В губернии действовал ряд научных обществ: Уральское общество любителей естествознания (с 1870), Пермская учёная архивная комиссия (с 1888), Уральское медицинское общество (с 1890) и др.

## Руководство губернии

### Генерал-губернаторы
| Ф. И. О.                 | Титул, чин, звание                                        | Время замещения должности |
| ------------------------ | --------------------------------------------------------- | ------------------------- |
| Кашкин Евгений Петрович  | генерал-поручик, генерал-губернатор Пермский и Тобольский | 07.05.1780—13.07.1788     |
| Волков Алексей Андреевич | генерал-поручик, генерал-губернатор Пермский и Тобольский | 22.09.1788—21.08.1796     |
| Модерах Карл Фёдорович   | тайный советник, генерал-губернатор Пермский и Вятский    | 21.09.1804—27.03.1811     |

### Губернаторы
| Ф. И. О.                                              | Титул, чин, звание                                          | Время замещения должности |
| ----------------------------------------------------- | ----------------------------------------------------------- | ------------------------- |
| Модерах Карл Фёдорович                                | тайный советник                                             | 02.03.1797—21.09.1804     |
| Гермес Богдан Андреевич                               | действительный статский советник                            | 15.12.1806—26.05.1817     |
| Криденер Антон Карлович                               | статский советник                                           | 25.08.1817—26.03.1824     |
| Тюфяев Кирилл Яковлевич                               | статский советник (действительный статский советник)        | 28.03.1824—16.03.1831     |
| Селастенник Гавриил Корнилович                        | действительный статский советник                            | 16.03.1831—15.04.1837     |
| Огарёв Илья Иванович                                  | действительный статский советник (тайный советник)          | 15.04.1837—06.05.1854     |
| Клушин Павел Николаевич                               | статский советник, и. д. (действительный статский советник) | 15.06.1854—24.11.1855     |
| Замятин Пётр Александрович                            | действительный статский советник, и. д.                     | 24.11.1855—19.11.1857     |
| Огарев Константин Ильич                               | генерал-майор, и. д. (утверждён 25.08.1859)                 | 19.11.1857—07.09.1860     |
| Лашкарёв Александр Григорьевич                        | генерал-майор, и. д. (утверждён 23.04.1861)                 | 07.09.1860—22.04.1865     |
| Струве Бернгард Васильевич                            | действительный статский советник                            | 22.04.1865—02.10.1870     |
| Андреевский Николай Ефимович                          | действительный статский советник (тайный советник)          | 13.11.1870—21.04.1878     |
| Енакиев Валериан Александрович                        | действительный статский советник (тайный советник)          | 21.04.1878—18.07.1882     |
| Анастасьев Александр Константинович                   | статский советник, и. д. (действительный статский советник) | 06.08.1882—11.04.1885     |
| Лукошков Василий Викторович                           | действительный статский советник (тайный советник)          | 11.04.1885—17.12.1892     |
| Погодин Пётр Григорьевич                              | действительный статский советник                            | 17.12.1892—11.06.1897     |
| Арсеньев Дмитрий Гаврилович                           | генерал-лейтенант                                           | 11.06.1897—14.03.1903     |
| Наумов Александр Петрович                             | статский советник, и. д.                                    | 14.03.1903—08.11.1905     |
| Ключарёв Александр Степанович                         | действительный статский советник                            | 08.11.1905—24.11.1905     |
| Болотов Александр Владимирович                        | надворный советник                                          | 24.11.1905—31.12.1909     |
| Лопухин Виктор Александрович                          | статский советник                                           | 31.12.1909—28.02.1911     |
| Кошко Иван Францевич                                  | действительный статский советник                            | 28.02.1911—11.08.1914     |
| Любич-Ярмолович-Лозина-Лозинский Михаил Александрович | действительный статский советник                            | 22.08.1914—06.03.1917     |

### Вице-губернаторы
| Ф. И. О.                             | Титул, чин, звание                                                                   | Время замещения должности |
| ------------------------------------ | ------------------------------------------------------------------------------------ | ------------------------- |
| Алябьев Александр Васильевич         | статский советник                                                                    | 21.10.1782—15.01.1787     |
| Борноволоков Иван Михайлович         | коллежский советник                                                                  | 15.01.1787—1798           |
| Розинг Иван Петрович                 | коллежский советник                                                                  | 19.09.1798—1800           |
| Годеин Иван Павлович                 | статский советник                                                                    | 01.05.1800—13.12.1800     |
| Тараканов Дмитрий Михайлович         | действительный статский советник                                                     | 13.12.1800—1801           |
| Волконский Михаил Николаевич         | князь, действительный статский советник                                              | 21.10.1801—1805           |
| Розинг Иван Петрович                 | статский советник                                                                    | 31.10.1805—1817           |
| Янович Андрей Фёдорович              | коллежский советник                                                                  | 23.01.1818—1821           |
| Сомов Пётр Дмитриевич                | коллежский советник                                                                  | 17.06.1821—1824           |
| Лаубе Иван Иванович                  | коллежский советник                                                                  | 08.08.1824—07.05.1826     |
| Севринов Михаил Михайлович           | коллежский советник                                                                  | 07.05.1826—18.04.1830     |
| Иванов Андрей Матвеевич              | статский советник                                                                    | 18.04.1830—07.11.1830     |
| Евсевьев Александр Николаевич        | статский советник                                                                    | 07.11.1830—17.06.1832     |
| Чуфаров Павел Васильевич             | коллежский советник                                                                  | 17.06.1832—27.04.1834     |
| Кабрит Андрей Фёдорович              | коллежский советник                                                                  | 27.04.1834—01.01.1838     |
| Владимиров Михаил Владимирович       | статский советник (действительный статский советник)                                 | 27.03.1838—08.03.1855     |
| Покровский Иван Иванович             | надворный советник, и. д. (утверждён 01.01.1856), (коллежский советник)              | 31.03.1855—16.07.1858     |
| Титов Алексей Иванович               | коллежский советник                                                                  | 16.07.1858—23.09.1860     |
| Кониар Модест Маврикиевич            | коллежский советник, и. д.                                                           | 23.09.1860—18.11.1860     |
| Быков Александр Михайлович           | статский советник (с 1861 — действительный статский советник)                        | 09.12.1860—31.01.1864     |
| Лысогорский Владимир Андреевич       | надворный советник, и. д. (утверждён 02.09.1864), (действительный статский советник) | 07.02.1864—07.07.1878     |
| Нилов                                | коллежский советник                                                                  | 21.07.1878—04.08.1878     |
| Богданович Матвей Павлович           | статский советник (действительный статский советник)                                 | 27.09.1878—02.09.1901     |
| Цехановецкий Болеслав Павлович       | действительный статский советник                                                     | 21.09.1901—19.03.1904     |
| Сосновский Иван Васильевич           | коллежский советник                                                                  | 19.03.1904—24.05.1904     |
| Стрижевский Михаил Васильевич        | статский советник                                                                    | 24.05.1904—13.01.1906     |
| Коптев Николай Нилович               | статский советник                                                                    | 13.01.1906—11.06.1907     |
| Европеус Владимир Иванович           | действительный статский советник                                                     | 30.07.1907—1915           |
| Максимов Николай Николаевич          | действительный статский советник                                                     | 1915—1916                 |
| Лыщинский-Троекуров Лев Владимирович | надворный советник                                                                   | 1916—06.03.1917           |

### Губернские комиссары Временного правительства
| Ф. И. О.                     | Время замещения должности | Примечание                              |
| ---------------------------- | ------------------------- | --------------------------------------- |
| Калугин Егор Данилович       | 06.03.1917—23.03.1917     |                                         |
| Ширяев Александр Евстафьевич | 23.03.1917—28.05.1917     | исполняющий обязанности — до 31.03.1917 |
| Турчевич Борис Александрович | 28.05.1917—12.1917        | исполняющий обязанности — до 09.08.1917 |

### Председатели губернского исполнительного комитета
| Ф. И. О.                       | Время замещения должности | Примечание                             |
| ------------------------------ | ------------------------- | -------------------------------------- |
| Лукоянов Михаил Николаевич     | 17.12.1917—21.01.1918     |                                        |
| Сорокин Владимир Александрович | 21.01.1918—12.1918        |                                        |
| Коробовкин Владимир Михайлович | 12.1918—25.12.1918        |                                        |
| Сивков Владимир Федорович      | 09.1919—05.1920           | с 07.1919 председатель губернского ВРК |
| Галанин Павел Александрович    | 07.1920—07.1921           |                                        |
| Гинтер Христофор Генрихович    | 07.1921—11.1921           |                                        |
| Обросов, Петр Матвеевич        | 11.1921—10.1922           |                                        |
| Семченко Анатолий Васильевич   | 10.1922—12.1923           |                                        |

В период с конца декабря 1918 года до 27 сентября 1919 года Пермский губернский исполнительный комитет не действовал в связи с переходом территории губернии под юрисдикцию Временного Всероссийского правительства. В этот период на должность временно исполняющего обязанности Пермского губернского комиссара был откомандирован Н. П. Чистосердов, который затем был назначен управляющим Пермской губернией.